# Maria Skalińska
Maria Skalińska (ur. 27 grudnia 1890 w Warszawie, zm. 18 grudnia 1977 w Krakowie) – polska uczona, cytolożka, embriolożka i genetyczka roślin, twórczyni krakowskiej szkoły cytologicznej. Wykładowczyni Wyższej Szkoły Ogrodniczej w Warszawie, profesorka Uniwersytetu Jagiellońskiego, redaktorka czasopisma naukowego Acta Biologica Cracoviensia. Autorka pond 100 prac naukowych, członkini honorowa Polskiego Towarzystwa Botanicznego.

## Życiorys
Urodziła się w rodzinie Stanisława Samuela Grosglika i Jadwigi ze Stożyńskich. Uczęszczała do Szkoły na Wiejskiej, a po jej ukończeniu w 1906 zaangażowała się w rozprowadzanie wydawnictw Polskiej Partii Socjalistycznej. Rok później wyjechała do Szwajcarii i rozpoczęła studia na Wydziale Przyrodniczym Uniwersytetu Berneńskiego, do grona jej wykładowców należeli m.in. Théophile Rudolphe Studer i Eduard Fischer. W 1912 przedstawiła dysertację i uzyskała tytuł doktora filozofii magna cum laude, rok później powróciła do Warszawy i rozpoczęła pracę jako nauczycielka biologii w szkołach średnich. Równolegle korzystając z pracowni zoologicznej Towarzystwa Naukowego Warszawskiego prowadziła badania anatomiczno-histologiczne ryb i płazów. W 1916 Edmund Malinowski w ramach warszawskiej Wyższej Szkoły Ogrodniczej utworzył w Morach stację genetyczną i zatrudnił Marię (wówczas Sachsową) jako swoją asystentkę, po trzech latach rozpoczęła prowadzenie wykładów z genetyki i embriologii na tej uczelni. Od 1920 przez cztery lata była adiunktem w Zakładzie Genetyki i Hodowli Roślin Szkoły Głównej Gospodarstwa Wiejskiego w Skierniewicach, dwa lata później została członkiem zarządu Związku Asystentów i Adiunktów i pełniła tę funkcję do 1927. Gdy w 1921 zlikwidowano Wyższą Szkołę Ogrodniczą rozpoczęła pracę wykładowcy na Wydziale Ogrodniczym Szkoły Głównej Gospodarstwa Wiejskiego, a równolegle nauczała botaniki ogólnej na Wydziale Matematyczno-Przyrodniczym Wolnej Wszechnicy Polskiej. W 1924 przedstawiła na Uniwersytecie Jagiellońskim pracę habilitacyjną z zakresu genetyki roślin, objęła również stanowisko profesora ad personam w Wolnej Wszechnicy Polskiej, gdzie zorganizowała pierwszą w Polsce pracownię cytologiczno-genetyczną (prowadziła ją do wybuchu II wojny światowej). Rok później wyjechała do Szwajcarii, aby specjalizować się w zakresie genetyki roślin na Uniwersytecie w Genewie pod kierunkiem prof. Roberta Chodata. W 1928 przejęła kierowanie stacją genetyczną w Morach i rozpoczęła prowadzenie wykładów z hodowli roślin ozdobnych w Zakładzie Kwiaciarstwa Szkoły Głównej Gospodarstwa Wiejskiego (SGGW). W 1934 zakończyła pracę w Morach, rozpoczęła pracę w łódzkim oddziale Wolnej Wszechnicy Polskiej oraz prowadzenie wykładów w Pracowni Kwiaciarstwa SGGW. Równolegle od 1924 regularnie dojeżdżała do Krakowa, gdzie na Uniwersytecie Jagiellońskim jako docent wykładała cytologię, embriologię i genetykę roślin. Początkowo posiadała tam tytuł veniam legendi, od 1938 była profesorem tytularnym.
W sierpniu 1939 wyjechała do Londynu, gdzie uczestniczyła w Międzynarodowej Komisji ds. Nomenklatury i Terminologii Cytologiczno-Genetycznej. Po wybuchu II wojny światowej pozostała w Wielkiej Brytanii, pracowała naukowo i prowadziła badania nad filogenezą w Royal Botanics Garden w Kew. Od 1945 przez rok wykładała na Wydziale Chemicznym Uniwersytetu Londyńskiego botanikę dla polskich słuchaczy.
W 1946 roku powróciła do Polski i zamieszkała w Krakowie. Rozpoczęła pracę na Uniwersytecie Jagiellońskim jako profesor kontraktowy, stanęła na czele Katedry Anatomii i Cytologii Roślin i prowadziła wykłady z anatomii, cytologii i genetyki roślin. Od 1950 prowadziła studia nad embriologią roślin okrytonasiennych w celu przeprowadzenia badań oraz określenia liczby chromosomów u polskich roślin, w szczególności występujących w Tatrach. W 1958 założyła serię botaniczną „Acta Biologica Cracoviensia”, którą redagowała do końca życia. W 1961 przeszła na emeryturę. W lipcu 1966 otrzymała Nagrodę Państwową I stopnia za studia kariologiczne nad florą Tatr.
Zmarła w 1977 i spoczywa na cmentarzu Rakowickim (kwatera VI-6-15).

## Działalność naukowa
Pozostawiła ponad sto prac naukowych, rozpraw, artykuły, notatki oraz wydawnictwa książkowe m.in. wydana w 1939 „Genetyka”. W pierwszym okresie działalności naukowej (przed II wojną światową) jej zainteresowania skupiały się wokół genetyki i cytogenetyki roślin. Badała między innymi odchylenia od klasycznych praw Mendla, udział cytoplazmy w procesie dziedziczenia i przyczyny sterylności mieszańców. Zorganizowała w Wolnej Wszechnicy Polskiej pierwszy w kraju ośrodek badań cytogenetycznych. Wprowadziła łączenie cytogenetyki z badaniami embriologicznymi, których wyniki opublikowała między innymi w znanej w świecie serii prac o gatunkach z rodzaju orlik Aquilegia, ich mieszańcach i eksperymentalnych poliploidach.
Podczas pracy naukowej w Wielkiej Brytanii (okres II wojny światowej) w Ogrodach Botanicznych Kew badała związki pomiędzy poliploidalnością a rozmieszczeniem geograficznym i wymaganiami ekologicznymi różnych cytotypów. Prowadziła badania kariologiczne gatunku zbiorowego kozłek lekarski Valeriana officinalis, sprawdzając znaczenie takich badań dla analizy problemów taksonomicznych.
Badania cytotaksonomiczne nad rodzajem kozłek Valeriana rozpoczęte w Wielkiej Brytanii, kontynuowała po powrocie do Polski (po zakończeniu wojny). Zorganizowała na Uniwersytecie Jagiellońskim katedrę i zespół naukowy do prowadzenia badań cytologicznych i embriologicznych. Rozpoczęła wieloletnie badania zespołowe nad kariologią flory Tatr, rozszerzone później na florę Polski. Kilka pokoleń botaników ustaliło liczbę chromosomów dla łącznie prawie 1500 gatunków występujących w Polsce. Wyniki tych badań miały duże znaczenie dla ilustracji i wyjaśniania wielu problemów ewolucyjnych, a w połączeniu z wynikami ośrodków zagranicznych pozwoliły na zweryfikowanie i ocenę rangi systematycznej wielu taksonów, lepsze poznanie ich genezy, wieku względnego i dróg migracji. Drugim obszarem jej zainteresowań badawczych była embriologia roślin okrytonasiennych, w szczególności w zakresie rozmnażania roślin apomiktycznych. Badała współzależności pomiędzy poliploidalnością i apomiksją. Szczególnie interesowały ją mechanizmy różnicowania się taksonów uważanych za apomikty obligatoryjne. Przez wiele lat analizowała gatunki z rodzaju wiechlina Poa. Opisała formowanie aposporowych woreczków zalążkowych i partenogenetyczny rozwój zarodka u wiechliny granitowej Poa granitica (1959). Pod koniec pracy naukowej jastrzębca pomarańczowego Hieracium auranticum. Podczas badań prowadzonych w Tatrach odkryła w 1955 nowy gatunek trawy – wiechlinę szlachetną (Poa nobilis).
Podczas wielu lat działalności naukowej i dydaktycznej wykształciła wielu studentów, magistrów, liczne grono doktorów i docentów. Podczas pobytu w Wielkiej Brytanii działała w Stowarzyszeniu Profesorów i Docentów Polskich Szkół Akademickich i aktywnie wspierała młodych pracowników nauki na uchodźstwie.
Duże znaczenie dla rozwoju polskiej nauki i edukacji miał także jej podręcznik akademicki Genetyka oraz polskie tłumaczenia trzech wydań podręcznika botaniki Edwarda Strasburgera (1960, 1967, 1972), dokonane wraz ze współautorami. Do jej współpracowników i wychowanków z UJ należeli między innymi: Romana Czapik, Eugenia Pogan, Andrzej Joachimiak.
Przy naukowej nazwie taksonu jej autorstwa umieszczane jest jej nazwisko Skalińska.
Aktywnie uczestniczyła w organizowanych w kraju i poza jego granicami zjazdach, kongresach i sympozjach naukowych. Jej nazwiskiem został nazwany jeden z gatunków mniszka, Taraxacum skalinskianum.

## Członkostwo
- Członek korespondent (od 1946) i zwyczajny (od 1947) Towarzystwa Naukowego Warszawskiego;
- Członek korespondent Polskiej Akademii Umiejętności (od 1949);
- Członek British Genetical Society (od 1942);
- Członek International Association of Plant Taxonomists (od 1962);
- Członek International Organization of Biosystematics (od 1962);
- Członek zarządu (1964) oraz członek honorowy Czechosłowackiego Towarzystwa Botanicznego (od 1967);
- Członek honorowy Bułgarskiego Towarzystwa Botanicznego (od 1969);
- Członek honorowy Polskiego Towarzystwa Botanicznego (od 1969);
- Członek honorowy Polskiego Towarzystwa Genetycznego[1];
- Współpraca z Komitetem Botanicznym PAN;
- Współpraca z Komisją Biologiczną Oddziału Krakowskiego PAN.

## Ordery i odznaczenia
Prace z kariologii flory Polski otrzymywały nagrody Ministra, nagrody Wydziału II Polskiej Akademii Nauk. Otrzymała:
- Krzyż Oficerski Orderu Odrodzenia Polski (1956)
- Złoty Krzyż Zasługi (5 lipca 1939)[10]
- Srebrny Medal Czechosłowackiej Akademii Naukowej ku czci Grzegorza Mendla (1965)[1]
- Państwową Nagrodę Naukową I stopnia w zakresie nauk biologicznych (1966)
- Medal im. Mikołaja Kopernika PAN (1972)

## Wybrane publikacje
Opublikowała ponad 100 prac naukowych, w większości w języku angielskim, w tym:
- Maria Skalińska, E. Malinowski, O dziedziczeniu barw i kształtów kwiatów Petunii, „C. R. de la Soc. Sc. de Varsovie”, 9, 1916. Brak numerów stron w czasopiśmie
- Maria Skalińska, S. Cuchtman, Karyologische Analyse einer polymorphen Rasse von Perunia violacea Lind., „Bibl. Univ. Liberao Pol.”, 19, 1927. Brak numerów stron w czasopiśmie
- Maria Skalińska, Sur les causes d'une disjunction non-typique des hybrides du genre Aquilegia, „Acta Soc. Bot. Pol.”, 5, 1928. Brak numerów stron w czasopiśmie
- Maria Skalińska, Synthesis of hypertetraploid types of Aquilegia, „Amer. Naturalist”, 71, 1937. Brak numerów stron w czasopiśmie
- Maria Skalińska, The problem of indigeneity of Scottish Aquilegia, „Journ. of Bot. London”, 1940, 1940. Brak numerów stron w czasopiśmie
- Maria Skalińska, Cytogenetic studies in triploid hybrids of Aquilegia, „Journ. of Genetics”, 47, Cambridge 1945. Brak numerów stron w czasopiśmie
- Maria Skalińska, Pyloploidy in Valeriana officinalis Linn. in relation to its ecology and distribution, „Proc. of the Linneani Soc. London Sess.”, 157, 1945. Brak numerów stron w czasopiśmie
- Maria Skalińska, Badania cytologiczne nad polskimi gatunkami rodzaju Valeriana, „C. R. de la Soc. de Varsiovie”, 42, 1949. Brak numerów stron w czasopiśmie
- Maria Skalińska, Studies in chromosome numbers of Polish Angiosperms, „Acta Soc. Bot. Pol.”, 20, 1949–1950. Brak numerów stron w czasopiśmie
- Maria Skalińska, Cytological studies in Gentiana-species from the Tatra and Pieniny Mts., „Bull. Acad. Pol. d. Sc.”, 1951. Brak numerów stron w czasopiśmie
- Maria Skalińska, Badania embriologiczne nad Poa granitica Br. Bl., apomiktycznym gatunkiem karpackim. Embriological Studies in Poa granitica Br. Bl., an Apomictic Species of the Carpathian Range, „Acta Botanica Cracoviensia. Series Botanica”, 2, 1959, s. 91–112.[7]
- Maria Skalińska, Cytological studies in a chromosomal aberrant of Valeriana and its derivatives, „Folia Biologica”, 10, 1962. Brak numerów stron w czasopiśmie
- Maria Skalińska, IOPB Chromosome number reports, „Taxon”, 17, 1968. Brak numerów stron w czasopiśmie
- Maria Skalińska, Apomixis in Hieracium quarantiacum L., „Genetica Polonica”, 10, 1969. Brak numerów stron w czasopiśmie
- Maria Skalińska, Cytological diversity in the progeny of octoploid facultative apomicts of Hieracium aurantiacum, „Acta Biol. Crac. Ser. Bot.”, 19, 1976. Brak numerów stron w czasopiśmie